# Strange Highways
Az 1994-es Strange Highways az amerikai Dio heavy metal zenekar hatodik nagylemeze.
Ronnie James Dio és Vinny Appice távozott az újraegyesített Black Sabbathból, és visszatértek Dio szólózenekarához. Mivel Dio kapcsolata megromlott Craig Goldy-val, az együttes gitárosa Tracy Grijalva lett. A lemezt már az új felállással rögzítették.

## Az album dalai
A dalszövegeket Ronnie James Dio írta.
|     | Cím                          | Szerző(k)                     | Hossz |
| --- | ---------------------------- | ----------------------------- | ----- |
| 1.  | Jesus, Mary & the Holy Ghost | Dio, Grijalva, Pilson         | 4:13  |
| 2.  | Firehead                     | Appice, Dio, Grijalva, Pilson | 4:06  |
| 3.  | Strange Highways             | Appice, Dio, Grijalva, Pilson | 6:54  |
| 4.  | Hollywood Black              | Appice, Dio, Grijalva         | 5:10  |
| 5.  | Evilution                    | Appice, Dio, Grijalva, Pilson | 5:37  |
| 6.  | Pain                         | Dio, Grijalva                 | 4:14  |
| 7.  | One Foot in the Grave        | Appice, Dio, Grijalva, Pilson | 4:01  |
| 8.  | Give Her the Gun             | Dio, Grivalja, Pilson         | 5:58  |
| 9.  | Blood from a Stone           | Appice, Dio, Grijalva, Pilson | 4:14  |
| 10. | Here's to You                | Appice, Dio, Grijalva, Pilson | 3:24  |
| 11. | Bring Down the Rain          | Appice, Dio, Grijalva, Pilson | 5:45  |

## Helyezések
| Ország  | Helyezés |
| ------- | -------- |
| Amerika | 142      |
| Anglia  | –        |

## Közreműködők

### Dio
- Ronnie James Dio – ének
- Tracy Grijalva – gitár
- Jeff Pilson – basszusgitár, billentyűs hangszerek
- Vinny Appice – dob

### Produkció
- Mike Fraser – producer, hangmérnök
- Andy Udoff – hangmérnökasszisztens
- George Marino – mastering
- Wil Rees – borító